# 100 Mile House
100 Mile House es un municipio distrital canadiense situado en la provincia de Columbia Británica.

## Superficie
100 Mile House tiene una superficie de 53,01 km².

## Demografía
En 2021, tenía 1928 habitantes, una densidad poblacional de 36,4 hab./km², y 974 viviendas.